# Inocență

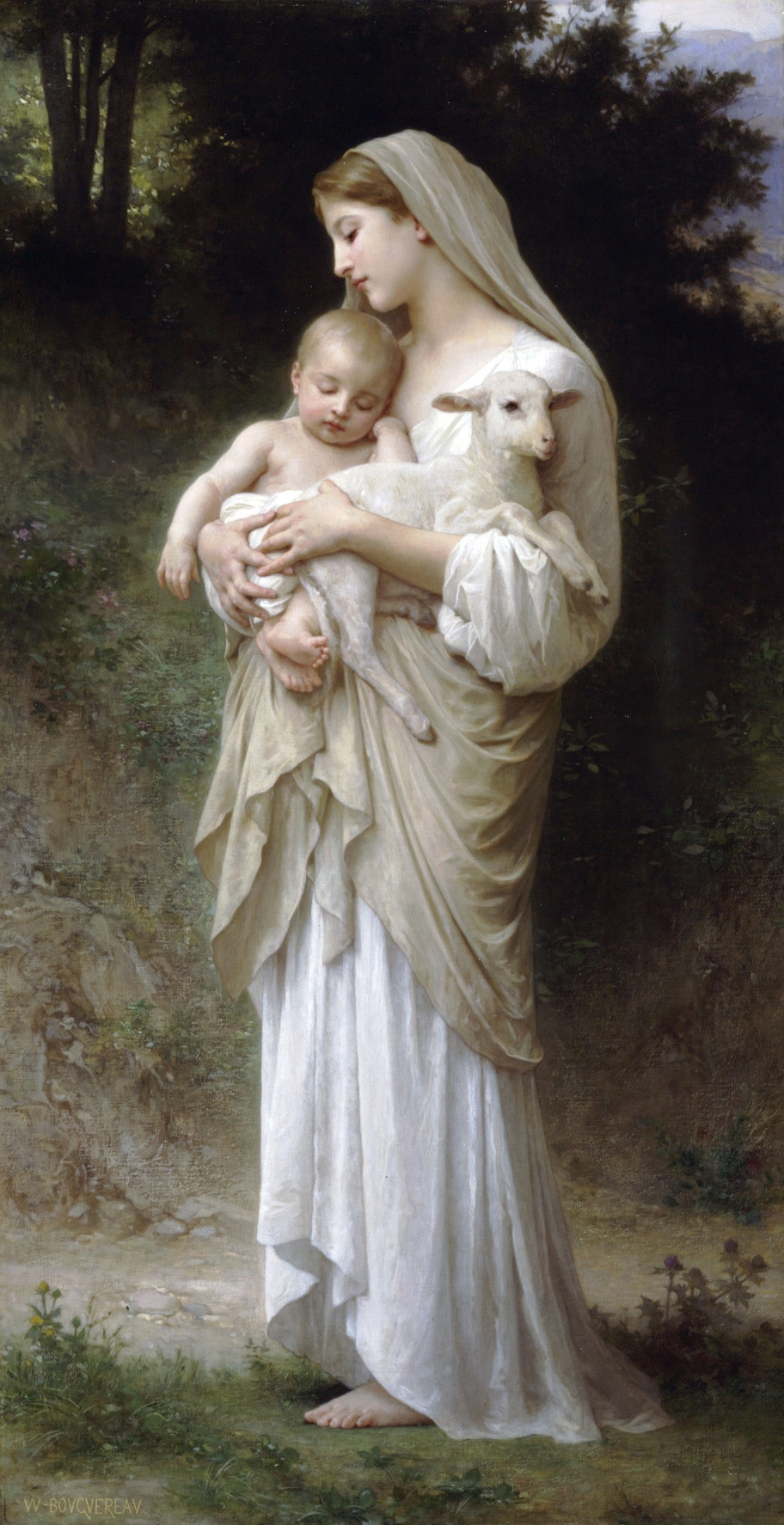
Tablou de Bouguereau:
L'Innocence:
Atât copiii cât și mieii sunt simboluri ale inocenței.

Inocența (sau nevinovăția) este o lipsă de vinovăție cu privire la orice fel de crimă sau delict. Într-un context juridic, nevinovăția se referă la lipsa oricăror dovezi juridice cu privire la vinovăția unei persoane.

## Etimologie
Substantivul românesc inocență are etimologie multiplă: franceză innocence: „inocență”, „naivitate” și latină innocentia, innocentiae: „calitatea de a nu fi vătămător”, „blândețe”, „nevinovăție”, „caracter frumos”, „virtute”, probitate”, „curățenie morală”.  La rândul său, substantivul francez innocence este un împrumut din latină: innocentia. Etimologia cuvântului latin innocentia este legată de rădăcina indo-europeană Nek-, Nok-, care are semnificația „a cauza moartea cuiva” (rădăcina Nek- s-a transmis, în limba română, în verbul a îneca [în+neca], care este moștenit din latină: neco, necare: „a ucide”, "a omorî".) Derivarea acestei rădăcini cu privativul in- a dat astfel innocentia, cu semnificația etimologică „nevătămător”, „nedăunător”, cu alte cuvinte: „care nu produce moartea cuiva”.